# Kněžská brána
Gotická Kněžská brána je jeden ze dvou dochovaných vstupů do středověkého opevněného města Žatce. Brány a fortny byly součástí mohutného středověkého fortifikačního systému budovaného v 13. – 16. století, díky kterému se Žatec stal jedním z nejlépe opevněných českých měst. V 19. století hradby bránily dalšímu rozvoji města, a tak byly postupně bourány. Ze čtyř městských bran se dochovaly pouze dvě: Kněžská brána a Libočanská branka. 

## Historie a stavební podoba
Název brány souvisí s blízkostí hned tří církevních objektů. Jednak to byla fara, která se ve středověku nacházela v jejím bezprostředním sousedství v prostoru dnešních domů čp. 74–75, jak dokládá veduta Jana Willenberga z roku 1602. Směrodatná je i blízkost farního kostela Nanebevzetí Panny Marie. A konečně v prostoru dnešního Žižkova náměstí stával až do začátku husitských válek klášter minoritů. Pouze v jednom jediném pramenu se brána nazývá jinak než Kněžská. V nedatované listině, jejíž vznik lze klást do rozmezí let 1352–1360, ukládá městská rada Květovi Svěstoňovi, aby kromě jiných prací opravil přístupovou cestu k bráně Panny Marie. Vzhledem k sousedství kostela se stejným zasvěcením se nepochybně jedná o Kněžskou bránu.

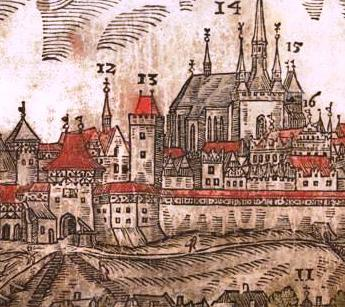
Kněžská brána na Willenbergově vedutě. Vlevo od ní je číslem 12 označena fara, před ní barbakán s nápisovou deskou.

Kněžská brána byla postavena pravděpodobně kolem roku 1360, jak nasvědčuje dendrochronologická datace trámu pro upevnění vrat z dubu, pokáceného na přelomu let 1358–1359. Celková výška třípatrové průjezdní věže (z východní strany) je 17,5 metru, rozkládá se na nepravidelném půdorysu 10 x 6,5 metru. Věž má díky terénní situaci a pozici v původním hradebním systému nepravidelný půdorys, nebyla totiž postavena souměrně v hradební linii, ale vzhledem k šikmé trase přístupové cesty od Ohře nakoso. Do prvního patra brány se ze strany města vstupovalo po kamenném schodišti. Ve druhém patře byl na jižním boku umístěný arkýřový prevet. Asi až do 20. století se u valbové střechy dochoval otevřený ochoz. Jak ukazují starší vyobrazení, v období renesance byla brána opatřena novou fasádou, nahrazenou po roce 1906 stávající nepietní úpravou. V průjezdu brány se v klenbě dochoval vrhací otvor. Snad v 18. století, kdy už fortifikace ztratila svou funkci, byla hradba navazující na bránu na jižní straně zbořena a na jejím místě postavený obytný dům. Před polovinou 19. století byl i on zbořen a vytvořena stávající komunikace.

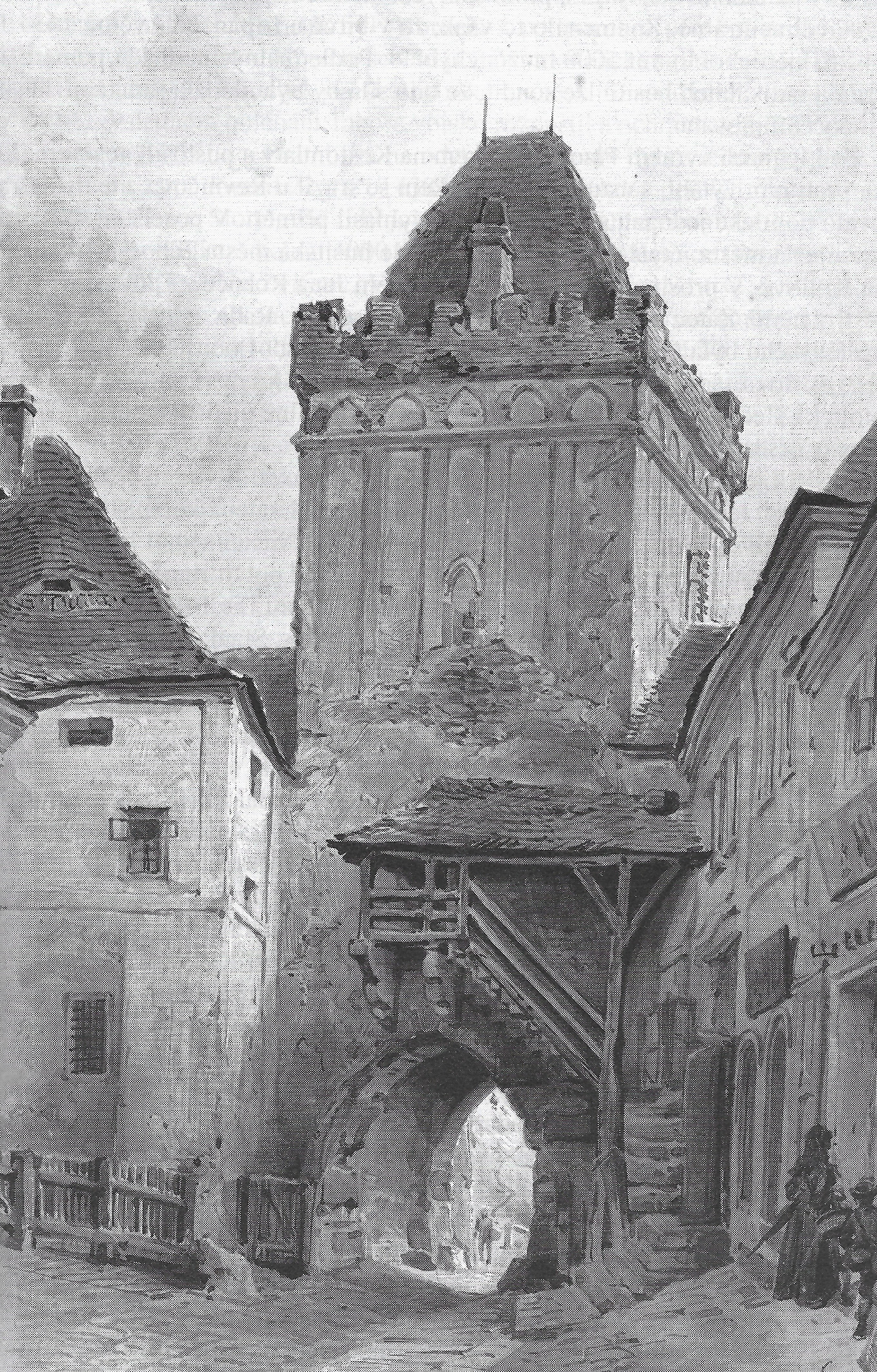
Kněžská brána v polovině 19. století

Brána stojí na místě hlavního vstupu do raně středověkého hradiště, který zakončoval cestu vedoucí vzhůru od brodu přes Ohři. Archeologický průzkum odhalil na stávajícím Žižkově náměstí, poblíž severní fasády hlavního městského kostela, základy dřevěného paláce z 10. století, jehož průčelí bylo obráceno právě k dnešní bráně. Kněžská brána měla tudíž před svým postavením v polovině 14. století několik předchůdkyň. Někdy v polovině 15. století, kdy došlo k rekonstrukci žateckých hradeb a postavení parkánové zdi s baštami, byla obranná funkce Kněžské brány rozšířena o barbakán. Je dobře patrný na zde publikovaném výřezu Willenbergovy veduty. Jednalo se o průjezdní hranolovou věž s podsebitím, která navazovala na parkánovou hradební zeď hrázděným ochozem. Na průčelí je patrná nápisová deska. Není vyloučené, že se jedná o Carolidesovu oslavnou báseň: jak ukazují kresby a fotografie Kněžské brány z 19. století, stávající osazení desky s básní není původní. Barbakán byl zbořen v roce 1837.

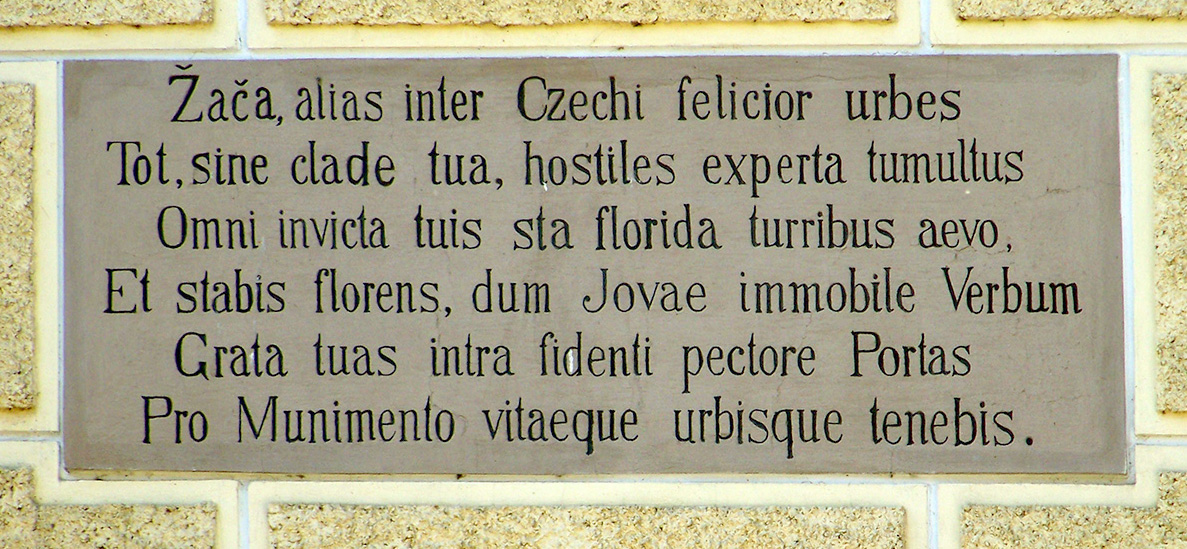
Nápisová deska

Novodobá latinská nápisová deska text na východní (vnitřní) fasádě brány obsahuje oslavnou báseň věnovanou Žatci, jejímž autorem je český humanista a dvorní básník císaře Rudolfa II., Jiří Carolides z Karlsperka. Její umístění je druhotné:
Žatci, ty šťastnější jsi nad všechna Čechie města.
Kolik již bez újmy své přestál jsi nepřátel bouří!
Na věky vítězně stůj a rozkvétej dál ve svých věžích.
Rozkvět tvůj potrvá tenkrát, když k ochraně města a žití.
Trvale ve svých zdech a v hlubině věrného srdce
S vděčností, láskou a díky dál budeš ctít slovo Boží.
[ český překlad Jana Mareše z roku 2003 ]  